# Scene Stealer
Scene Stealer bzw. Szenendieb bezeichnet in einem Film oder Drama einen Filmcharakter, der die Aufmerksamkeit des Publikums häufig durch eine humorvolle und charismatische Darstellung für sich gewinnt, im wörtlichen Sinne also anderen Darstellern die Szene bzw. die Show stiehlt.
Der Begriff bezieht sich häufig, wenn auch nicht immer, auf Nebendarsteller wie Sidekicks, beste Freunde, Vertraute oder Bösewichte als Gegenspieler. Gelegentlich wird der Begriff aber auch für kleinere Rollen gebraucht, die mit mehr Persönlichkeit als vom Drehbuch vorgesehen aufzuwarten wissen und dadurch unerwartet starke Aufmerksamkeit vom Publikum erhalten. Damit stehen diese Darsteller selbst im Mittelpunkt des Geschehens und lenken somit von den Filmstars in den Hauptrollen ab.
Das Auftreten als Nebendarsteller an der Seite von Kindern oder Tieren begünstigt die Wahrnehmung durch das Publikum als Scene Stealer. Dies war bei Tatum O’Neal in Paper Moon, Sally Jane Bruce in Die Nacht des Jägers und Bobs Watson in Teufelskerle der Fall.
Der Begriff wird seit Mitte der 1990er Jahre in der Filmszene verwendet. Al St. John wird mit seiner Darstellung als Fuzzy in Western von gestern als einer der ersten Scene Stealer der Filmgeschichte gehandelt.
Bei den Young Hollywood Awards wird seit 2008 ein Filmpreis für den besten männlichen sowie weiblichen Scene Stealer vergeben. Bei den Teen Choice Awards wird dieser Preis seit 2010 vergeben.